# Аполлоний (сын Левкона I)
Аполлоний (IV век до н. э.) — младший сын боспорского царя Левкона I.
О младшем сыне боспорского царя Левкона I Аполлонии известно из найденной в 1877 году в Пирее стеллы (хранится в Национальном музее в Афинах). Согласно декрета, датируемого 346 годом до н. э., он вместе с братьями Спартоком II и Перисадом I удостоился почестей за развитие хлебной торговли между Боспором и Афинами. При этом, как подчеркнул Суриков И. Е., в проекте постановления Андротиона речь шла только о выражении похвалы Спартоку и Перисаду, а имя Аполлония решили внести уже при обсуждении в Народном собрании. Он изображён стоящим рядом с сидящими на тронах братьями — все в греческих гиматиях. И если старшие очень похожи друг на друга, то Аполлоний от них отличается, что также, возможно, свидетельствует о различности статусов. По замечанию В. М. Зубаря, этот рельеф является одним из главных источников, показывающих значение роли сыновей Левкона I в жизни Афин.
Как отметил Ю. Г. Виноградов, Аполлоний имел нетрадиционное для династии Спартикидов имя. Выбор его, по мнению В. М. Зубаря, вне сомнения, связан с почитанием Левконом I Аполлона и говорит о том, что младший сын царя, будучи рождённым во время празднования в честь бога, получил теофорное имя.
По предположению В. П. Копылова и Ф. В. Шелова-Коведяева, Аполлоний мог принимать участие в походе, организованном Спартоком II. По мнению В. В. Струве, Аполлоний, вероятно, рано умер, так как впоследствии нигде не упоминался. Согласно гипотезе Н. Ф. Федосеева, Аполлоний, а также его братья могли быть захоронены в раскопанном в 1830 году кургане Куль-Оба. Б. В. Фармаковский посчитал, что огромная мраморная статуя из Пантикапея, попавшая в Эрмитаж, изображает Аполлония.